# Bárcena de Cicero
Bárcena de Cicero és un municipi de la Comunitat Autònoma de Cantàbria. Limita al nord amb Escalante, a l'oest amb Hazas de Cesto, al sud amb Voto i a l'est amb la Ria de Treto, desembocadura del riu Asón.

## Localitats
- Adal.
- Ambrosero.
- Bárcena de Cicero.
- Cicero.
- Gama (Capital).
- Moncalián.
- Treto.
- Vidular.

## Demografia
| 1900  | 1910  | 1920  | 1930  | 1940  | 1950  | 1960  | 1970  | 1980  | 1990  | 2000  | 2007  |
| ----- | ----- | ----- | ----- | ----- | ----- | ----- | ----- | ----- | ----- | ----- | ----- |
| 2.040 | 2.138 | 2.423 | 2.569 | 2.799 | 3.058 | 2.787 | 2.698 | 2.417 | 2.334 | 2.334 | 3.407 |

Font: INE

## Administració
| Eleccions municipals, 25 de maig de 2003 |      |        |          |
| Partit                                   | Vots | %      | Regidors |
| PP                                       | 792  | 42,83% | 5        |
| PSOE                                     | 553  | 23,69% | 3        |
| PRC                                      | 438  | 29,91% | 3        |

| Eleccions municipals, 27 de maig de 2007 |      |        |          |
| Partit                                   | Vots | %      | Regidors |
| PP                                       | 835  | 38,62% | 5        |
| PRC                                      | 615  | 28,45% | 3        |
| PSOE                                     | 529  | 24,47% | 3        |